# Vuollerimskogen
Vuollerimskogen är ett kommunalt naturreservat i Jokkmokks kommun i Norrbottens län.
Området är naturskyddat sedan 2012 och är 0,2 kvadratkilometer stort. Reservatet oligger strax norr om Vuollerim vid Lilla Luleälven. Reservatet består av tallhed och granskog. 